# Cratere Mary
Mary è un piccolo cratere lunare di 0,53 km situato nella parte nord-orientale della faccia visibile della Luna.